# American Association for Cancer Research
Die American Association for Cancer Research, abgekürzt AACR, ist eine wissenschaftliche Organisation, die sich mit allen Aspekten der Krebsforschung beschäftigt. Sie hat ihren Sitz in Philadelphia. Sie wurde im Jahr 1907 von elf Ärzten und Wissenschaftlern gegründet.

## Aktivitäten

### Kongresse
Es werden jährliche Konferenzen, die mehr als 18.000 Teilnehmer anziehen, sowie thematisch eingegrenzte Fachtagungen organisiert.

### Fachzeitschriften
Die AACR gibt eine Reihe von Fachzeitschriften heraus:
- Cancer Discovery, gegründet 2011, Impact-Faktor 2014 = 19,453
- Cancer Research, gegründet 1941, Impact-Faktor 2014 = 9,329
- Clinical Cancer Research, gegründet 1995, Impact-Faktor 2014 = 8,722
- Molecular Cancer Therapeutics, gegründet 2001, Impact-Faktor 2014 = 5,683
- Molecular Cancer Research, gegründet 2002, Impact-Faktor 2014 = 4,380
- Cancer Epidemiology, Biomarkers & Prevention, gegründet 1991, Impact-Faktor 2014 = 4,125
- Biomarkers & Prevention
- Cancer Prevention Research, gegründet 2008, Impact-Faktor 2014 = 4,444
- Cancer Immunology Research

Daneben wird mit der Zeitschrift Cancer Today ein Medium publiziert, das sich an Krebspatienten und pflegende Angehörige wendet.

### Auszeichnungen
Die AACR vergibt verschiedene Auszeichnungen an Krebsforscher, die renommierteste ist der AACR Award for Lifetime Achievement in Cancer Research.

## Geschichte

### Die Präsidenten der AACR seit 1907
Quelle: 
- 1907–09 James Ewing
- 1909–11 Harvey R. Gaylord
- 1911–12 Leo Loeb
- 1912–13 Ernest E. Tyzzer
- 1913–14 Gary N. Calkins
- 1914–15 S. Burt Wolbach
- 1915–16 H. Gideon Wells
- 1916–17 Harvey Gaylord
- 1917–18 Francis Carter Wood
- 1918–19 Edwin R. LeCount
- 1919–20 H. Gideon Wells
- 1920–21 Robert B. Greenough
- 1921–22 James B. Murphy
- 1922–23 Willi Meyer
- 1923–24 William Duane
- 1924–25 Erwin F. Smith
- 1925–26 Channing Simmons
- 1926–27 Burton T. Simpson
- 1927–28 Alfred Scott Warthin
- 1928–29 J. F. Schamberg
- 1929–30 Frank B. Mallory
- 1930–31 C. C. Little
- 1931–32 Francis Carter Wood
- 1932–33 Edward B. Krumbhaar
- 1933–34 Ward J. MacNeal
- 1934–35 Millard C. Marsh
- 1935–36 Eloxious T. Bell
- 1936–37 William H. Woglom
- 1937–38 James Ewing
- 1938–39 George H.A. Clowes
- 1939–40 C. C. Little
- 1940–41 Burton T. Simpson
- 1941–42 Carl Voegtlin
- 1942–46 Shields Warren
- 1946–47 William U. Gardner
- 1947–48 John J. Bittner
- 1948–59 Charles Brenton Huggins
- 1949–50 Joseph C. Aub
- 1950–51 Edmund V. Cowdry
- 1951–52 Paul E. Steiner
- 1952–53 Stanley P. Reimann
- 1953–54 Harold P. Rusch
- 1954–55 Austin M. Brues
- 1955–56 Howard B. Andervont
- 1956–57 Albert Tannenbaum
- 1957–58 Jacob Furth
- 1958–59 Harold L. Stewart
- 1959–60 Theodore S. Hauschka
- 1960–61 Murray J. Shear
- 1961–62 Thelma B. Dunn
- 1962–63 Alfred Gellhorn
- 1963–64 Arthur C. Upton
- 1964–65 Paul Zamecnik
- 1965–66 Joseph H. Burchenal
- 1966–67 Henry S. Kaplan
- 1967–68 Lloyd W. Law
- 1968–69 Chester M. Southam
- 1969–70 Abraham Cantarow
- 1970–71 James F. Holland
- 1971–72 Emil Frei III
- 1972–73 Emmanuel Farber
- 1973–74 Michael B. Shimkin
- 1974–75 Van R. Potter
- 1975–76 Charlotte Friend
- 1976–77 Elizabeth C. Miller
- 1977–78 C. Gordon Zubrod
- 1978–79 Hugh J. Creech
- 1979–80 Paul P. Carbone
- 1980–81 Bayard D. Clarkson
- 1981–82 Sidney Weinhouse
- 1982–83 Gerald C. Mueller
- 1983–84 Gertrude Belle Elion
- 1984–85 Arthur B. Pardee
- 1986–87 Alan C. Sartorelli
- 1987–88 Enrico Mihich
- 1988–89 Lawrence A. Loeb
- 1989–90 Harris Busch
- 1990–91 I. Bernard Weinstein
- 1991–92 Harold L. Moses
- 1992–93 Lee W. Wattenberg
- 1993–94 Margaret L. Kripke
- 1994–95 Edward Bresnick
- 1995–96 Joseph R. Bertino
- 1996–97 Louise C. Strong
- 1997–98 Donald S. Coffey
- 1998–99 Webster K. Cavenee
- 1999–00 Daniel D. Von Hoff
- 2000–01 Tom Curran
- 2001–02 Waun Ki Hong
- 2002–03 Susan Band Horwitz
- 2003–04 Karen H. Antman
- 2004–05 Lynn M. Matrisian
- 2005–06 Peter A. Jones
- 2006–07 Geoffrey M. Wahl
- 2007–08 William N. Hait
- 2008–09 Raymond N. DuBois
- 2009–10 Tyler Jacks
- 2010–11 Elizabeth Blackburn
- 2011–12 Judy E. Garber
- 2012–13 Frank McCormick
- 2013–14 Charles L. Sawyers
- 2014–15 Carlos L. Arteaga
- 2015–16 José Baselga
- 2016–17 Nancy E. Davidson
- 2017–18 Michael A. Caligiuri
- 2018–19 Elizabeth M. Jaffee
- 2019–20 Elaine R. Mardis
- 2020–21 Antoni Ribas
- 2021–22 David A. Tuveson
- 2022–23 Lisa M. Coussens